# Liste der Kulturdenkmäler in Duttweiler
In der Liste der Kulturdenkmäler in Duttweiler sind alle Kulturdenkmäler des Stadtteils Duttweiler der rheinland-pfälzischen Stadt Neustadt an der Weinstraße aufgeführt. Grundlage ist die Denkmalliste des Landes Rheinland-Pfalz (Stand: 14. Januar 2025).

## Einzeldenkmäler
| Bezeichnung                                  | Lage                                               | Baujahr                | Beschreibung | Bild            |
| -------------------------------------------- | -------------------------------------------------- | ---------------------- | --- | --------------- |
| Weingut Bergdolt                             | Dudostraße 17 Lage                                 | 1754                   | ehemaliges Klostergut St. Lamprecht; im Kern spätbarocke Hofanlage; Walmdachbau, klassizistisch überformt, Toranlage bezeichnet 1754 und 1757; mit Ausstattung                                                                                                 | Fotos hochladen |
| Schulhaus                                    | Dudostraße 33 Lage                                 | 1824                   | ehemalige Schule; klassizistischer Walmdachbau, bezeichnet 1824 | Fotos hochladen |
| Katholische Kirche St. Michaelis             | Dudostraße 39 Lage                                 | ab dem 13. Jahrhundert | ehemaliger Chorturm, 13. Jahrhundert, Obergeschosse bezeichnet 1572 und 1738; neugotischer Sandsteinquader-Saalbau, 1877/78, Architekt Franz Schöberl, Speyer                                                                                                  | Fotos hochladen |
| Katholisches Pfarrhaus                       | Dudostraße 47 Lage                                 | 1741                   | ehemaliges katholisches Pfarrhaus; barocker Dreiseithof; Walmdachbau, Toranlage bezeichnet 1741; straßenbildprägend | Fotos hochladen |
| Hofanlage                                    | Dudostraße 53/55 Lage                              | 1772                   | spätbarocker Dreiseithof; eingeschossiges Wohnhaus mit Drempel, Toranlage bezeichnet 1772, eingeschossiges Altenteil | Fotos hochladen |
| Wohnhaus                                     | Dudostraße 70 Lage                                 | 1807                   | eingeschossiges Kleinbauernhaus, bezeichnet 1807, Torpfeiler bezeichnet 1836 | Fotos hochladen |
| Wohnhaus                                     | Dudostraße 79 Lage                                 | 1570                   | eingeschossiges Wohnhaus, teilweise Fachwerk, bezeichnet 1570, Umbau im 18. Jahrhundert | Fotos hochladen |
| Protestantische Kirche                       | Dudostraße 82 Lage                                 | 1832                   | klassizistischer Saalbau, bezeichnet 1832 | Fotos hochladen |
| Toranlage                                    | Dudostraße, an Nr. 84 Lage                         | 1944                   | historisierende Toranlage, bezeichnet 1944 | Fotos hochladen |
| Friedhofskreuz, Kriegerdenkmal und Grabmäler | Mandelbergstraße, bei Nr. 10 auf dem Friedhof Lage | ab 1801                | Friedhofsmauer, 1835/37; Friedhofskreuz, Arma Christi, bezeichnet 1801/1947; Kriegerdenkmal 1914/18, Adlerfigur auf kubischem Sockel, Kunststein, 1922; neugotischer Pfarrergrabstein J. Johann († 1902); Doppelgrabstein W. und J. Lichti († 1874) von Bruker | Fotos hochladen |
| Wasserturm                                   | nordöstlich des Ortes auf dem Trappenberg Lage     | 1928/29                | Stahlbetonbau auf zwölf Stützen, 1928/29, Architekt J. Müller; landschaftsbildprägend | Fotos hochladen |
| Kilometerstein                               | östlich des Ortes an der K 22 Lage                 | nach 1833              | Sandsteinzylinder, nach 1833, seit 1872 Kilometerstein | Fotos hochladen |